# Флумс
Флумс (нем. Flums) — коммуна в Швейцарии, в кантоне Санкт-Галлен. 
Входит в состав округа Зарганзерланд. Население составляет 4889 человек (на 31 декабря 2006 года). Официальный код — 3292.